# Frank Claaßen
Frank Claaßen (* 8. November 1967 in Barßel) ist ein ehemaliger deutscher Fußballspieler und heutiger -trainer. Sein Bruder Christian war ebenfalls Fußballprofi.

## Spielerkarriere
Claaßen begann seine Karriere beim VfL Oldenburg und kam über den SV Wilhelmshaven, mit dem er 1994 bis 1996 in der Regionalliga Nord spielte, zum Zweitligisten VfB Oldenburg. Nach einem halben Jahr und neun Spielen in der 2. Bundesliga ging er wieder zurück nach Wilhelmshaven und spielte wieder in der Regionalliga. Zur Saison 1997/98 wechselte er zum Ligakonkurrenten VfL Osnabrück und kehrte nach zweieinhalb Jahren dort ein drittes Mal zurück zum SV Wilhelmshaven. Nachdem der Verein für die Spielzeit 2001/02 keine Lizenz für die Regionalliga erhalten hatte, wechselte er noch einmal zum VfB Oldenburg, in die Oberliga Niedersachsen/Bremen, wo er seine Karriere ausklingen ließ.

## Trainerkarriere
Seine ersten Erfahrungen als Coach sammelte Frank Claaßen beim SV Meppen, wo er Co-Trainer war. Im September 2005 wurde er Cheftrainer beim Oberligisten VfL Oldenburg, den er 2007/08 zur Meisterschaft in der Oberliga Niedersachsen-West führte. Zum Saisonende 2008/09 beendete er seine Tätigkeit.
Zur Saison 2009/10 übernahm er das Traineramt beim SV Meppen (ebenfalls Oberliga Niedersachsen-West), wurde allerdings schon am 16. Dezember 2009 entlassen.
Von 2012 bis 2015 trainierte Claaßen, die 2015 abgemeldete Kickers Wahnbek, die er aus der Kreisliga in die Landesliga führte
Von Dezember 2018 bis April 2020 war er Sportlicher Leiter beim SSV Jeddeloh II, unmittelbar darauf übernahm er die entsprechende Position beim VfB Oldenburg.

## Statistik
| Liga          | Spiele (Tore) |
| ------------- | ------------- |
| 2. Bundesliga | 09 0(0)       |
| Regionalliga  | 169 (18)      |